# Phyllorhynchus decurtatus
Phyllorhynchus decurtatus är en ormart som beskrevs av Cope 1868. Phyllorhynchus decurtatus ingår i släktet Phyllorhynchus och familjen snokar.
Denna orm förekommer sydvästra USA i delstaterna Arizona, Nevada, Utah och Kalifornien samt i Mexiko på halvön Baja California samt fram till södra Sonora. Arten lever i låglandet och i bergstrakter upp till 2200 meter över havet. Habitatet utgörs av halvöknar med glest fördelad växtlighet som buskar. Individerna gömmer sig under stenar eller i underjordiska bon som skapades av gnagare. Honor lägger ägg.
För beståndet är inga hot kända. Hela populationen anses vara stabil. IUCN kategoriserar arten globalt som livskraftig.

## Underarter
Arten delas in i följande underarter:
- P. d. arenicolus
- P. d. decurtatus
- P. d. norrisi
- P. d. nubilis
- P. d. perkinsi